# Metodo siamese

Un semplice esempio del metodo siamese. Partendo con "1", le altre celle vengono riempite muovendosi in diagonale verso l'alto-destra (↗). Quando con un movimento si uscirebbe dal quadrato, si procede invece ripartendo dalla prima colonna/riga (in base a dove ci si trova). Se, spostandosi, si finisce in una cella già occupata, si va ad occupare la cella immediatamente sotto alla cella precedentemente riempita (↓).

Il metodo siamese, o metodo di De la Loubère, è un semplice metodo per costruire qualsiasi quadrato magico di ordine n dispari. Il metodo venne ideato nel 1688 dal matematico e diplomatico francese Simon De la Loubère.

## Pubblicazione

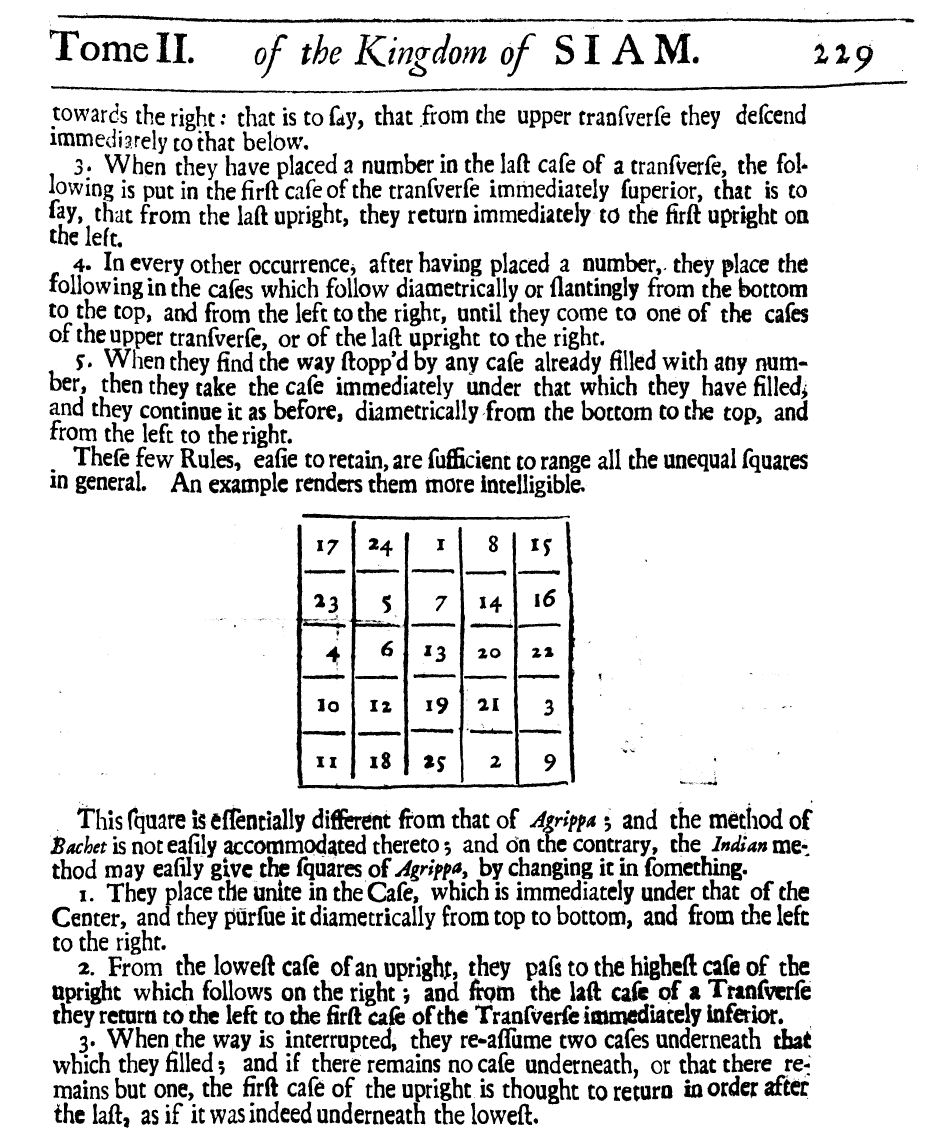
Una descrizione del Metodo Siamese nel libro di Simon de la Loubère Una nuova relazione storica del Regno del Siam (1693).

De la Loubère pubblicò le sue scoperte nel suo libro, Una nuova relazione storica del Regno del Siam (Du Royaume de Siam, 1693), nel capitolo intitolato Il problema del quadrato magico secondo gli Indiani.
Sebbene il metodo sia generalmente indicato come "Siamese", che fa riferimento al viaggio di De la Loubère verso la regione del Siam, De la Loubère stesso lo apprese da un francese di nome M.Vincent (un dottore, che prima si era recato in Persia e poi nel Siam, e che stava ritornando in Francia con l'ambasciata di De la Loubère), il quale lo aveva a sua volta appreso nella città di Surat, in India.
(Simon de la Loubère, Una nuova relazione storica del Regno del Siam.)

## Il metodo
Il metodo era sorprendente nella sua efficacia e semplicità:
(Simon de la Loubère, Una nuova relazione storica del Regno del Siam.)
Innanzitutto, dev'essere scelta una progressione aritmetica (come la semplice progressione 1, 2, 3, 4, 5, 6, 7, 8, 9 per un quadrato con tre righe e tre colonne (il quadrato Lo Shu)).
Dopodiché, partendo dalla casella centrale della prima riga con il numero 1 (o il primo numero di una qualsiasi progressione aritmetica scelta), il movimento fondamentale per riempire le varie caselle è su e destra in diagonale (↗), un passo alla volta. Quando, con un movimento, si uscirebbe dal quadrato, si continua invece dalla prima colonna e/o prima riga. Se una casella è già occupata, si va a riempire la caselle immediatamente sottostante a quella appena riempita (vedere le immagini per maggior chiarezza).

### Quadrati magici di ordine 3
| 1° movimento | 1° movimento | 1° movimento |
| ------------ | ------------ | ------------ |
|              | 1            |              |
|              | .            |              |
|              | .            |              |

| 2° movimento | 2° movimento | 2° movimento |
| ------------ | ------------ | ------------ |
|              | 1            |              |
|              | .            |              |
|              |              | 2            |

| 3° movimento | 3° movimento | 3° movimento |
| ------------ | ------------ | ------------ |
|              | 1            |              |
| 3            |              |              |
|              |              | 2            |

| 4° movimento | 4° movimento | 4° movimento |
| ------------ | ------------ | ------------ |
|              | 1            |              |
| 3            |              |              |
| 4            |              | 2            |

| 5° movimento | 5° movimento | 5° movimento |
| ------------ | ------------ | ------------ |
|              | 1            | 6            |
| 3            | 5            |              |
| 4            |              | 2            |

| 6° movimento | 6° movimento | 6° movimento |
| ------------ | ------------ | ------------ |
|              | 1            | 6            |
| 3            | 5            | 7            |
| 4            |              | 2            |

| 7° movimento | 7° movimento | 7° movimento |
| ------------ | ------------ | ------------ |
| 8            | 1            | 6            |
| 3            | 5            | 7            |
| 4            |              | 2            |

| 8° movimento | 8° movimento | 8° movimento |
| ------------ | ------------ | ------------ |
| 8            | 1            | 6            |
| 3            | 5            | 7            |
| 4            | 9            | 2            |

### Quadrati magici di ordine 5
| 1° movimento | 1° movimento | 1° movimento | 1° movimento | 1° movimento |
| ------------ | ------------ | ------------ | ------------ | ------------ |
|              |              | 1            |              |              |
|              |              | .            |              |              |
|              |              | .            |              |              |
|              |              | .            |              |              |
|              |              | .            |              |              |

| 2°-3° movimento | 2°-3° movimento | 2°-3° movimento | 2°-3° movimento | 2°-3° movimento |
| --------------- | --------------- | --------------- | --------------- | --------------- |
|                 |                 | 1               |                 |                 |
|                 |                 | .               |                 |                 |
|                 |                 | .               |                 |                 |
|                 |                 | .               |                 | 3               |
|                 |                 | .               | 2               |                 |

| 4°-5° movimento | 4°-5° movimento | 4°-5° movimento | 4°-5° movimento | 4°-5° movimento |
| --------------- | --------------- | --------------- | --------------- | --------------- |
|                 |                 | 1               |                 |                 |
|                 | 5               |                 |                 |                 |
| 4               |                 | .               |                 |                 |
|                 |                 |                 |                 | 3               |
|                 |                 |                 | 2               |                 |

| 6°-7°-8° movimento | 6°-7°-8° movimento | 6°-7°-8° movimento | 6°-7°-8° movimento | 6°-7°-8° movimento |
| ------------------ | ------------------ | ------------------ | ------------------ | ------------------ |
|                    |                    | 1                  | 8                  |                    |
|                    | 5                  | 7                  |                    |                    |
| 4                  | 6                  | .                  |                    |                    |
|                    |                    |                    |                    | 3                  |
|                    |                    |                    | 2                  |                    |

| 9°-...-15° movimento | 9°-...-15° movimento | 9°-...-15° movimento | 9°-...-15° movimento | 9°-...-15° movimento |
| -------------------- | -------------------- | -------------------- | -------------------- | -------------------- |
|                      |                      | 1                    | 8                    | 15                   |
|                      | 5                    | 7                    | 14                   |                      |
| 4                    | 6                    | 13                   |                      |                      |
| 10                   | 12                   |                      |                      | 3                    |
| 11                   |                      |                      | 2                    | 9                    |

| 16°-...-25° movimento | 16°-...-25° movimento | 16°-...-25° movimento | 16°-...-25° movimento | 16°-...-25° movimento |
| --------------------- | --------------------- | --------------------- | --------------------- | --------------------- |
| 17                    | 24                    | 1                     | 8                     | 15                    |
| 23                    | 5                     | 7                     | 14                    | 16                    |
| 4                     | 6                     | 13                    | 20                    | 22                    |
| 10                    | 12                    | 19                    | 21                    | 3                     |
| 11                    | 18                    | 25                    | 2                     | 9                     |

### Quadrati magici di altri ordini
Ogni quadrato magico di ordine dispari può essere costruito con questo metodo. Il metodo Siamese, tuttavia, non funziona per costruire quadrati magici di ordine pari.
| Ordine 3 | Ordine 3 | Ordine 3 |
| -------- | -------- | -------- |
| 8        | 1        | 6        |
| 3        | 5        | 7        |
| 4        | 9        | 2        |

| Ordine 5 | Ordine 5 | Ordine 5 | Ordine 5 | Ordine 5 |
| -------- | -------- | -------- | -------- | -------- |
| 17       | 24       | 1        | 8        | 15       |
| 23       | 5        | 7        | 14       | 16       |
| 4        | 6        | 13       | 20       | 22       |
| 10       | 12       | 19       | 21       | 3        |
| 11       | 18       | 25       | 2        | 9        |

| Ordine 9 | Ordine 9 | Ordine 9 | Ordine 9 | Ordine 9 | Ordine 9 | Ordine 9 | Ordine 9 | Ordine 9 |
| -------- | -------- | -------- | -------- | -------- | -------- | -------- | -------- | -------- |
| 47       | 58       | 69       | 80       | 1        | 12       | 23       | 34       | 45       |
| 57       | 68       | 79       | 9        | 11       | 22       | 33       | 44       | 46       |
| 67       | 78       | 8        | 10       | 21       | 32       | 43       | 54       | 56       |
| 77       | 7        | 18       | 20       | 31       | 42       | 53       | 55       | 66       |
| 6        | 17       | 19       | 30       | 41       | 52       | 63       | 65       | 76       |
| 16       | 27       | 29       | 40       | 51       | 62       | 64       | 75       | 5        |
| 26       | 28       | 39       | 50       | 61       | 72       | 74       | 4        | 15       |
| 36       | 38       | 49       | 60       | 71       | 73       | 3        | 14       | 25       |
| 37       | 48       | 59       | 70       | 81       | 2        | 13       | 24       | 35       |